# 伊賀隆
伊賀 隆（いが たかし、1928年9月6日 - 2013年2月19日）は、日本の経営数学者。

## 略歴
兵庫県神戸市出身。1951年神戸商科大学経済学科卒、同助手となり、1953年講師、1958年助教授、1966年教授となる。1969年「ケインズ派および新古典派の動学的分配理論に関する研究」で神戸大学より経済学博士の学位を取得。1971年神戸大学経営学部教授、1991年定年退官、名誉教授、流通科学大学教授。1998-2003年学長を務めた。
2009年4月瑞宝中綬章受章。

## 著書
- 『資本別社会における蓄積と分配の基礎理論』神戸商科大学経済研究所 (神戸商科大学研究叢書) 1967
- 『経済成長と所得分配』日本評論社 1971
- 『経済社会の神話 "通説"のタテマエとホンネ』日本経済新聞社(日経新書)1975
- 『デノミネーション99の謎 日本経済の救世主か』サンポウジャーナル (サンポウ・ブックス)1978
- 『経営のための数学入門』同文館出版 1979
- 『経済学に何ができるか』1980 講談社現代新書
- 『商人国家の条件 日本、これからの知恵と戦略』PHP研究所 1981
- 『企業・興亡の論理 何が組織を発展させ、滅ぼすか』PHP研究所 1982
- 『経済学ことばの手帖』日本評論社 (エコノブックス) 1984
- 『経営用語・100 現代キーワード事典3』PHP研究所 1987

### 共編著
- 『所得の経済学 入門経済学 1』浅野栄一共編 1975 有斐閣選書
- 『マネタリストとケインジアン どちらが名医か』菊本義治、藤原秀夫共著 1983 (有斐閣選書)

### 記念論文集
- 『伊賀隆先生学長退任記念論集』中内学園流通科学大学 2004